# 533 Sara
Az 533 Sara egy a Naprendszer kisbolygói közül, amit Raymond Smith Dugan fedezett fel 1904. április 19-én.